# Pristonesia nyamuragira
Pristonesia nyamuragira (лат.) — вид ос-бетилид из надсемейства Chrysidoidea (Bethylidae, Hymenoptera). Название происходит от имени вулкана Ньямурагира, где была найдена типовая серия.

## Распространение
Встречаются в Афротропике (Демократическая Республика Конго). Типовое местонахождение: около вулкана Ньямурагира (Nyamuragira) на высоте 1820 м («Mission G.F. de Witte: Nyasheke (volc. Nyamuragira), 1.820 m»), национальный парк Вирунга.

## Описание
Мелкие осы-бетилиды (длина тела около 5 мм). Известны только по самцам. Этот вид отличается от других представителей рода наличием узкого выступа харпе (часть вальвы гениталий) при виде сверху; верхушечные щетинки эдеагуса примерно такой же длины, как харпе. Передний гипопигеальный край без переднемедиальной аподемы; срединная область гипопигия около трети его длины.

## Классификация
Вид впервые описан в 1957 году под названием Propistiocera nyamuragira, затем именовался Apenesia nyamuragira и в 2018 году стал типовым видом для рода Pristonesia в ходе ревизии, проведённой в 2010-х годах бразильскими энтомологами Isabel Alencar, Magno Ramos, Celso Azevedo и другими. Сходен по строению гипопигия и гениталий с видом Pristonesia tainatril. Вместе с другими видами Pristonesia включён в подсемейство Pristocerinae.